# Allan Edwall
Johan Allan Edwall, född 25 augusti 1924 i Hissmofors, Rödöns församling (i nuvarande Krokoms kommun), Jämtland, död 7 februari 1997 i Hedvig Eleonora församling i Stockholm, var en svensk skådespelare, regissör, teaterdirektör, författare, visdiktare och barnboksuppläsare samt teaterpedagog vid Statens scenskola.

## Biografi
Edwall växte upp i det jämtländska brukssamhället Hissmofors som son till Karl Edvall och Magdalena Jonsson av släkten Tangen. Han gick på Dramatens elevskola 1949–1952, bland skol- och klasskamraterna kan nämnas Jan-Olof Strandberg, Margaretha Krook, Max von Sydow och Jan Malmsjö. Edwall var verksam vid Dramaten 1952–1955, 1958–1962 och 1963–1971. Han var frilans 1955–1957 och från 1972. Edwall var verksam inom TV-teatern från 1962 och vid Marionetteatern 1964.

### Skådespelaren

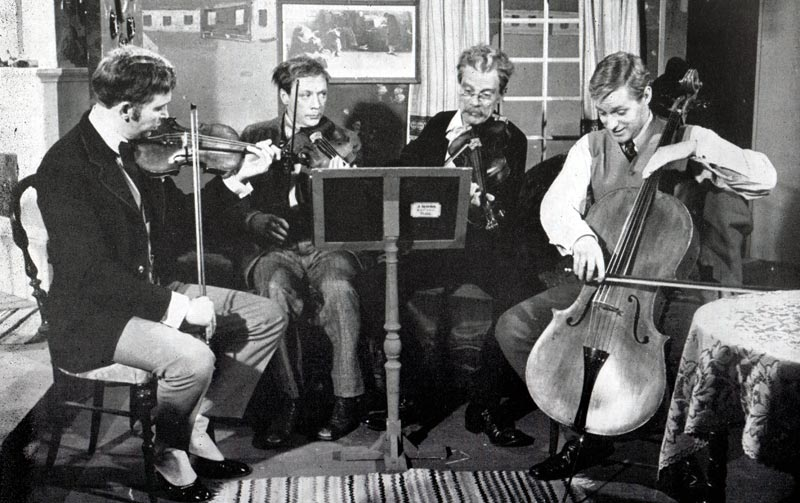
Kvartetten som sprängdes. TV-teater 1962. Medverkande: Ove Tjernberg, Allan Edwall, Olof Widgren och Lars Lind.

Edwall var en skådespelare med mycket personlig framtoning, och fick sitt stora folkliga genombrott i och med tv-dramatiseringen av August Strindbergs Hemsöborna (1966), där han spelade den tragikomiske drängen Carlsson. Han spelade också bildhuggaren Olle Montanus i Röda rummet (1970). På film gjorde han flera bemärkta roller, bland annat som familjefadern och teaterdirektören Oscar Ekdahl i Fanny och Alexander (1982) och som den frikyrklige bonden Danjel i Utvandrarna-filmerna.
Edwall var med i alla långfilmer som under åren 1971–1984 gjordes efter Astrid Lindgrens böcker, med undantag av Världens bästa Karlsson. För barnen är Edwall därför mest känd som Anton, pappan till Emil i Lönneberga (1971), farfar till Elvis Karlsson i Maria Gripes Elvis! Elvis! (1977), Skorpan Lejonhjärtas låtsasfarfar Mattias i Bröderna Lejonhjärta (1977), Madickens granne farbror Nilsson i Du är inte klok, Madicken (1979) och Madicken på Junibacken (1980), luffaren Paradis-Oskar i Rasmus på luffen (1981) samt gammelrövaren Skalle-Per i Ronja Rövardotter (1984).

### Regissören
Själv skrev Edwall manus till och regisserade flera långfilmer, bland annat Åke och hans värld (1984) och Mälarpirater (1987). På Kungliga Dramatiska Teatern och Stockholms stadsteater, dit han var knuten i flera omgångar, regisserade han pjäser som han skrivit själv. År 1986 startade han en egen teater i Stockholm, Teater Brunnsgatan Fyra, där han ägnade sig åt allt ifrån biljettförsäljning till skådespeleri. Vid denna teater inledde han ett samarbete med Kristina Lugn, som tog över som konstnärlig ledare 1997. Sedan 2011 är det Lugns dotter Martina Montelius som driver teatern.

### Musikern
Edwall skrev egna visor, både text och musik. Musiken påminner om folkmusik, med inslag av fiol och dragspel, ofta i moll. Texterna vittnar om ett starkt samhällsengagemang med sympati för de fattiga och utsatta. Edwall sjöng in sina visor på sina skivor Grovdoppa (1979), Färdknäpp (1981), Gnällspik (1982), Ramsor om dom och oss (1982), Vetahuteri (1984) och postuma Aftonro (2005). En del av dessa tolkas av Stefan Sundström på cd:n Sundström spelar Allan (2002). Några av hans mest kända visor är "Den Lilla Bäcken", "Förhoppning" och "Årstider". Rent stilistiskt var Edwalls visor ofta blandningar av lyriska formuleringar och burleskt folkliga uttryck, ofta med dialektala inslag. Enstaka visor sjöng han även på sin hembygds jämtska. Jämte sympatier för samhällets svaga är miljöförstöring, kritik mot kapitalismen och tillbakablickar på livet såsom det blev vanliga teman i Edwalls visor.
Det nystartade skivbolaget National tog 2002 hand om Allan Edwalls låtskatt och släppte hösten 2002 samlingen Den lilla bäcken – Allans bästa, som sålde mer än 24 500 exemplar, och har sedan återutgivit Allans samtliga skivor på cd och gjort hans musik tillgänglig på nytt till gammal och ny publik.
År 2006 vann Edwall en grammis (postumt) i den öppna kategorin för sina visor och CD-boxen Alla Allans visor. Motivering löd "På Alla Allans visor träder en träffsäker hopknåpare av texter och melodier fram. Egensinniga beskrivningar av personligheter i den påstådda periferin".
Hans vän och motspelare Erland Josephson skrev om Edwall efter hans bortgång: "Han var udda. Men han lyckades ta mig fan vara udda på ett universellt sätt!"

### Övrigt
Edwall skrev fyra romaner: Protokoll (1954), Ljuva läge (1967), Engeln (1974) och Limpan (1977). Två av romanerna har blivit film – Engeln (TV-film 1974 och uppföljare 1976) och Limpan (1983).
Edwall var aktiv i Vänsterpartiet. I boken Då kan man lika gärna kittla varandra. En bok om Allan Edwall så lyfts det fram att han deltagit i och stött ett flertal fackliga strejker, demonstrerat ivrigt under sitt liv och även hållit tal.
Edwall var värd för Sommar i P1 den 29 juli 1989.

### Familj
Allan Edwall var 1957–1965 gift med journalisten Britt Edwall och fick med henne tre barn: Mattias, Måns och Malin. Han har även sonen Michael från ett tidigare äktenskap. Allan Edwall avled 72 år gammal i prostatacancer den 7 februari 1997.

## Utmärkelser
- 1960 – Svenska Dagbladets Thaliapris[7]
- 1970 – Gösta Ekman-stipendiet
- 1971 – Svenska teaterkritikers förenings Teaterpris
- 1974 – Guldbaggen för bästa manliga huvudroll i Emil och griseknoen
- 1975 – Teaterförbundets guldmedalj för "utomordentlig konstnärlig gärning"
- 1980 – O'Neill-stipendiet
- 1981 – Litteris et Artibus
- 1983 – Svenska Akademiens teaterpris
- 1985 – Hedersledamot vid Norrlands nation i Uppsala
- 1987 – Filosofie hedersdoktor vid Umeå universitet[3]
- 1988 – Ture Nerman-priset
- 1990 – Natur & Kulturs kulturpris
- 1990 – Expressens teaterpris
- 1993 – Evert Taube-stipendiet
- 1996 – Piratenpriset
- 2005 – Grammis för samlingsboxen Alla Allans visor i "Årets öppen kategori" (postumt)

Edwall har en gata uppkallad efter sig i Örnsberg inom Stockholms kommun.
Allan Edwall-stipendiet delas sedan 1990 ut varje trettondedag jul på Folkets hus i Hissmofors till hans minne.

## Filmografi

### Filmroller
- 1953 – Resan till dej
- 1954 – Gud Fader och tattaren
- 1954 – Dans på rosor
- 1955 – Vildfåglar
- 1956 – Flamman
- 1957 – Ingen morgondag
- 1958 – Körkarlen
- 1959 – Raggare! (berättarröst)
- 1960 – Jungfrukällan
- 1960 – Tärningen är kastad
- 1960 – Bröllopsdagen
- 1960 – Djävulens öga
- 1960 – På en bänk i en park
- 1961 – Ljuvlig är sommarnatten
- 1961 – Briggen Tre Liljor
- 1962 – Kort är sommaren
- 1963 – Nattvardsgästerna
- 1964 – För att inte tala om alla dessa kvinnor
- 1965 – Hängivelse
- 1965 – Uppehåll i myrlandet
- 1965 – Mitt hem är Copacabana (berättarröst)
- 1965 – Festivitetssalongen
- 1965 – Djävulens instrument (berättarröst)
- 1966 – Träfracken
- 1966 – Här har du ditt liv
- 1967 – Mördaren – en helt vanlig person
- 1967 – Människor möts och ljuvlig musik uppstår i hjärtat (berättarröst)
- 1970 – Ministern
- 1969 – Eriksson
- 1969 – Bokhandlaren som slutade bada
- 1969 – Klabautermannen
- 1971 – Utvandrarna
- 1971 – Emil i Lönneberga
- 1972 – Nybyggarna
- 1972 – Nya hyss av Emil i Lönneberga
- 1973 – Vem älskar Yngve Frej
- 1973 – Emil och griseknoen
- 1975 – Kulstötaren
- 1977 – Elvis! Elvis!
- 1977 – Den allvarsamma leken
- 1977 – Måndagarna med Fanny
- 1977 – Bröderna Lejonhjärta
- 1979 – Du är inte klok, Madicken
- 1980 – Madicken på Junibacken
- 1980 – Sverige åt svenskarna
- 1980 – Mannen som blev miljonär
- 1981 – Tuppen
- 1981 – Rasmus på luffen
- 1981 – Sopor
- 1982 – Fanny och Alexander
- 1983 – Limpan
- 1983 – P&B
- 1984 – Ronja Rövardotter
- 1984 – Åke och hans värld
- 1986 – Offret
- 1987 – Mälarpirater
- 1989 – Resan till Melonia (röst)

### TV-roller
- 1958 – Hughie (Charlie Hughes)
- 1959 – Lilith (teaterregissör)
- 1961 – Mr Ernest (doktor Chasuble)
- 1962 – Stolarna (gammal man)
- 1962 – Kvartetten som sprängdes (Fogel)
- 1963 – Misantropen (Acaste)
- 1963 – Topaze (Albert Topaze)
- 1963 – Ett drömspel
- 1964 – Henrik IV (Enkel)
- 1965 – Janus (Denny)
- 1965 – Thérèse Raquin (Camille)
- 1965 – En florentinsk tragedi (Simone)
- 1965 – Gustav Vasa (Engelbrekt)
- 1965 – Hans nåds testamente (Vickberg)
- 1966 – Hemsöborna (Carlsson)
- 1968 – Slättemölla by (TV-serie) (Magnus Eriksson)
- 1970 – Röda rummet (TV-serie) (Montanus)
- 1975 – Liv (TV-serie)(Mats Larsson)
- 1972 – Spöksonaten (den gamle mannen)
- 1972 – Barnen i höjden (professor)
- 1973 – Vem älskar Yngve Frej (Gustafsson)
- 1974 – Engeln (Engeln)
- 1976 – Engeln II (Engeln)
- 1977 – Soldat med brutet gevär (TV-serie) (Aldo Samuel)
- 1978 – Bröllopsfesten
- 1979 – Madicken (TV-serie)
- 1983 – Hustruskolan (Arnolphe)
- 1990 – I morgon var en dröm (Markus)
- 1991 – Duo jag (den gamla pojkvännen)

### Regi
- 1969 – Eriksson
- 1984 – Åke och hans värld
- 1984 – Svenska folkets sex och snusk (TV)
- 1986 – Den nervöse mannen (TV)
- 1987 – Mälarpirater

### Filmmanus
- 1969 – Eriksson
- 1974 – Engeln (TV)
- 1976 – Engeln II (TV)
- 1983 – Limpan
- 1984 – Åke och hans värld
- 1984 – Svenska folkets sex och snusk (TV)
- 1985 – Det är mänskligt att fela (TV)
- 1986 – Den nervöse mannen (TV)
- 1987 – Mälarpirater

## Teater

### Roller
| År   | Roll                                                                       | Produktion                                                                         | Regi                | Teater                 |
| ---- | -------------------------------------------------------------------------- | ---------------------------------------------------------------------------------- | ------------------- | ---------------------- |
| 1950 | Eldaren                                                                    | En radiobragd Charlotte Chorpenning                                                | Arne Ragneborn      | Dramaten               |
| 1951 | Alfred                                                                     | Onkel Toms stuga Harriet Beecher Stowe                                             | Carl-Henrik Fant    | Dramaten               |
| 1951 | Målaren Sander, spögubbe Krigsrådet Anfelt, grevarnas f d informator Gefyr | Amorina Carl Jonas Love Almqvist                                                   | Alf Sjöberg         | Dramaten               |
| 1951 | Kören: Den döve                                                            | Simon trollkarlen Tore Zetterholm                                                  | Arne Ragneborn      | Dramaten               |
| 1952 | Clemens, en vandrande student                                              | De vises sten Pär Lagerkvist                                                       | Alf Sjöberg         | Dramaten               |
| 1952 | Harlekino                                                                  | Harlekino och Harlekina Else Fisher                                                | Kurt-Olof Sundström | Dramaten               |
| 1956 | Albert Topaze                                                              | Topaze Marcel Pagnol                                                               | Sandro Malmquist    | Riksteatern            |
| 1957 | Ivanov                                                                     | Ninotchka Marc-Gilbert Sauvajon                                                    | Sven Lindberg       | Intiman                |
| 1958 |                                                                            | Månfåglarna Marcel Aymé                                                            | Yngve Nordwall      | Malmö stadsteater      |
| 1958 | Kammarjunkaren                                                             | Sagan Hjalmar Bergman                                                              | Ingmar Bergman      | Malmö stadsteater      |
| 1961 | Gubben                                                                     | Stolarna (Les Chaises) Eugène Ionesco                                              | Alf Sjöberg         | Dramaten               |
| 1962 | Cheston                                                                    | Resan (Le voyage) Georges Schehadé                                                 | Alf Sjöberg         | Dramaten               |
| 1963 | Svejk, hundhandlare i Prag                                                 | Svejk i andra världskriget Bertolt Brecht                                          | Alf Sjöberg         | Dramaten               |
| 1966 | Felix                                                                      | Tre trappor utan hiss med en delvis skymd utsikt över Golden Gatebron Bill Manhoff | Mimi Pollak         | Scalateatern           |
| 1979 | Enst Armfeldt                                                              | Mannen på trottoaren Per Olov Enquist och Anders Ehnmark                           | Staffan Roos        | Dramaten               |
| 1982 | Sjumilasteget, valack                                                      | Historien om en häst Leo Tolstoj                                                   | Lars Edström        | Stockholms stadsteater |
| 1983 |                                                                            |                                                                                    | Allan Svensson      |                        |
| 1984 |                                                                            |                                                                                    | Tor Isedal          |                        |

### Regi
| År   | Produktion       | Upphovsmän        | Teater      |
| ---- | ---------------- | ----------------- | ----------- |
| 1981 | Stora landsvägen | August Strindberg | Riksteatern |

## Radioteater

### Roller
| År   | Roll                         | Produktion                        | Regi            |
| ---- | ---------------------------- | --------------------------------- | --------------- |
| 1952 | Edvin, målare                | Änkeman Jarl Vilhelm Moberg       | Lars Madsén     |
| 1954 | Alfred Fipps                 | Pojken med kärran Christopher Fry | Palle Brunius   |
| 1957 | Stationsskrivare Håkan Grane | Grönt för mord Folke Mellvig      | Arne Mattsson   |
| 1959 | Städaren                     | Vägglusen Vladimir Majakovskij    | Staffan Aspelin |
| 1963 | Den spenslige                | Bastu på badort Hans Abramson     | Hans Abramson   |

## Diskografi
- 1979 – Grovdoppa
- 1981 – Färdknäpp
- 1982 – Gnällspik
- 1982 – Ramsor om dom och oss
- 1984 – Vetahuteri
- 1991 – Edwalls blandning

### Postumt utgivet
- 2002 – Den lilla bäcken – Allans bästa
- 2005 – Aftonro
- 2005 – Alla Allans visor
- 2005 – Allans allra bästa

## Musiktryck
- 1993 – Grovdoppa : visor (Göteborg: Ejeby)

### Webbkällor
- Allan Edwall i Nationalencyklopedins nätupplaga. Läst 9 maj 2019.
- Allan Edwall på Svensk Filmdatabas
- Allan Edwall i Dramatens rollbok
- Allan Edwall på Stockholms stadsteaters webbplats
- Allan Edwall på Malmö stadsteater
- Allan Edwall på Stiftelsen Ingmar Bergmans hemsida
- Allan Edwall på Discogs (diskografi)
- Allan Edwall i Libris